# Pochwała łysiny
Pochwała łysiny – traktat Synezjusza z Cyreny, będący przykładem gatunku nazywanego adoksografią, stanowiącego parodię rozważań filozoficznych, poprzez zastosowanie typowego dla filozofii języka i logicznej argumentacji w odniesieniu do przedmiotu błahego, jak na przykład brak włosów u autora. 
Pochwała łysiny stanowiła odpowiedź na dzieło Diona Chryzostoma pt. Pochwała włosów (gr. Διωνος κομης εγκωμιον). 
Utwór przełożył na język polski Leon Kotyński.